# Petljakow Pe-2
Die Petljakow Pe-2 (russisch Петляков Пе-2, NATO-Codename Buck) ist ein sowjetisches Mehrzweckflugzeug aus der Zeit des Zweiten Weltkriegs. Der Ganzmetalltiefdecker besaß ein doppeltes Seitenleitwerk, um dem Beobachter freies Schussfeld nach hinten zu ermöglichen, und ein einziehbares Heckspornfahrwerk. Die Kabine war nicht druckbelüftet. Von den Besatzungen erhielt das Flugzeug den inoffiziellen Namen „Peschka“ (Пешка), russisch für den Bauern im Schachspiel.

## Entwicklung
Wladimir Petljakow führte diesen Entwurf in Gefangenschaft im Konstruktionsbüro KB-29 aus, wohin er nach seiner Verhaftung im Zuge des Großen Terrors gebracht worden war. Das Flugzeug basiert auf dem Entwurf eines schweren, zweisitzigen Langstrecken- und Höhenjägers mit der Projektbezeichnung „Samoljot 100“ von 1938.
Am 22. Dezember 1939 führte Pjotr Stefanowski den Erstflug des Erprobungsflugzeugs WI-100 („Wysotny Istrebitel“ für Höhenjäger) durch. Nach der Werkserprobung und den üblichen geringfügigen Veränderungen ging das Flugzeug am 10. April 1940 an die Forschungsanstalt der Luftstreitkräfte. Während dieser Phase erging die Forderung, das Modell zum dreisitzigen Höhenbomber umzuarbeiten, was kurz darauf nochmals auf eine Sturzbomber-Konfiguration mit der Bezeichnung PB-100 („Pikirujuschtschi Bombardirowschtschik“) geändert wurde. Innerhalb kürzester Zeit musste der Rumpf umkonstruiert werden. Hauptmerkmale im Gegensatz zum geflogenen Prototyp WI-100 waren die geänderte Kanzel und die verglaste Unterseite des Rumpfbugs. Die Produktion lief im Januar 1941 in den Moskauer Flugzeugwerken Nr. 22 und Nr. 39 an. Im September desselben Jahres verfügten die sowjetischen Luftstreitkräfte bereits über 462 Pe-2, deren Zahl bis zum Jahresende trotz der Fabrikverlegungen nach Kasan und Irkutsk um weitere 1405 Exemplare vergrößert werden konnte. Insgesamt wurden 11.426 Maschinen hergestellt.
Eine Höhenjägerversion ähnlich der WI-100 wurde als Petljakow Pe-3 gebaut.
Mit dem Beginn des deutschen Angriffes auf die Sowjetunion stand die Pe-2 im Kriegseinsatz. Haupteinsatzaufgabe war die Unterstützung der Bodentruppen. Von deutschen Truppen erbeutete Pe-2 wurden von der Luftwaffe in Rechlin erprobt und als eine der modernsten sowjetischen Konstruktionen anerkannt. Auch die finnische Luftwaffe erhielt erbeutete Pe-2 und setzte sie im Kampf ein.
Das Muster wurde während des Serienbaus ständig modernisiert und als Aufklärer, Schlachtflugzeug, leichter Bomber und Nachtjäger eingesetzt. Nach Petljakows Tod im Januar 1942 übernahm zunächst A. I. Putilow, ab Juni 1943 dann Wladimir Mjassischtschew die Produktionsleitung und entwickelte weitere Versionen sowie auf der Pe-2 basierende Weiterentwicklungen. Die robuste Zelle ließ es zu, dass die Maschine als Sturzkampfbomber verwendet werden konnte. Sie wurde ab 1944 zunehmend durch die Tupolew Tu-2 verdrängt. So entstanden eine große Zahl von Varianten (etwa 20) sowie auch einige grundlegend vom Urmuster abweichende Weiterentwicklungen, die zum Teil erst nach dem Zweiten Weltkrieg den Truppendienst erreichten. Mit der Pe-2 wurden am 24. Juli 1947 durch Gawril Kondraschew erstmals in der Sowjetunion Versuche mit einem Katapultsitz durchgeführt. Noch 1949 waren Pe-2 als Übungsflugzeuge für die Schulung im Instrumentenflug in der Sowjetischen Besatzungszone im Einsatz. Die Pe-2FT wurde in der Tschechoslowakei als B-32 (Bitevní letadlo) geflogen, die Schulversion Pe-2U als CB-32 (Cvičná bitevní). Auch in Bulgarien (96 Stück), Polen (113 Stück) sowie in Jugoslawien (59 Stück) wurde die Pe-2 eingesetzt. Die letzten Exemplare wurden von den bulgarischen Luftstreitkräften bis 1956 geflogen.
Zurzeit (2014) befindet sich ein Exemplar, das 1996 in Norwegen geborgen wurde, zur Aufarbeitung im Luftfahrtmuseum Kbely bei Prag. Das Wrack soll vollständig wiederhergestellt werden und im dortigen Museum verbleiben.

## Versionen
| Bezeichnung           | Merkmale |
| Serie                 | |
| --------------------- | --- |
| PB-100 (Pe-2)         | Ab Januar 1941 ausgelieferte erste Serienversion. 1940 wurden lediglich zwei PB-100 gebaut. |
| Pe-2FT                | Ab Juni 1942 wurden alle Pe-2 mit hinter dem Cockpit befindlichen Drehturm mit 12,7-mm-MK UBT und verstärkter Cockpitpanzerung ausgeliefert. Die im Einsatz stehenden Flugzeuge wurde ebenfalls so nachgerüstet. FT steht für „Frontowoje Trebowanije“ (Forderungen der Front). Ab 1943 erschien die Version Pe-2FT-3 mit geänderter Navigatorkabine. |
| Pe-2FS                | Ab Februar 1943 produzierte Version der Pe-2FT mit stärkeren Klimow-WK-105PM-Motoren. FS steht für „Frontowoje Sadanije“ (im Auftrag der Front). |
| Pe-2R                 | Leichtere Aufklärungsversion (Raswedtschik) von 1942 mit größerer Reichweite. |
| Pe-2UT (UPe-2, Pe-2S) | Schul- und Trainingsversion (Utschebno-Trenirowotschny) von 1943 mit Doppelsteuerung. Die nach dem Krieg in der Tschechoslowakei eingesetzten Exemplare wurden als CB-32 (Cvičná Bitevní) bezeichnet. |
|                       | Version mit Bordradar Gneis-2 |
| Pe-2I                 | Die ursprüngliche Ausführung als schwerer Jäger (Istrebitel) wurde nur in kleiner Stückzahl gebaut. Nach dem Kriegsende wurden diese Flugzeuge mit 1.215-kW-Triebwerken und Bombenschächten ausgerüstet als Bomber geflogen. |
| Versuchsmuster        | |
| Pe-2M                 | Für die Serienfertigung vorgesehene Version vom Oktober 1941 mit Turbolader-Motoren. Aufgrund der Werksevakuierung konnte die Produktion nicht aufgenommen werden. Später wurde eine modifizierte Ausführung so bezeichnet. |
| Pe-2Sch               | Ebenfalls im Oktober 1941 wurde diese Schlachtfliegerversion (Schturmowik) mit nach unten gerichteter MG-Batterie getestet. Die Werksevakuierung vereitelte die Serienproduktion. |
| Pe-2M-82              | Pe-2 mit M-82-Antrieben von 1943. |
| Pe-2 Parawan          | Ausführung mit von den Flügelaußenkanten zur Bugspitze verlaufenden Spezialvorrichtung zum Kappen von Sperrballonseilen. |
| Pe-2RD (Pe-2ARU)      | Am 1. Oktober 1943 von Wassiltschenko erstmals geflogenes und 1943/1944 getestetes Versuchsmuster mit einem zusätzlichen 300-kp-Raketentriebwerk (Raketny Dwigatel) RD-1ChS (РД-1ХЗ) oder auch SchRD-1 (ЖРД-1) im Heck. Die Triebwerksbezeichnung steht für Chimitscheskije Saschiganije (Химические Зажигание, chemische Zündung) oder Schidkostny Raketny Dwigatel (Жидкостный Ракетный Двигатель, Flüssigkeitsraketentriebwerk). Die Beschleunigeranlage ARU-1 (АРУ-1) stammte von Sergei Koroljow. |
| DB-108 und WB-109     | 1944 bzw. 1945 entstandene und nicht in die Produktion überführte Weiterentwicklungen von Wladimir Mjassischtschew. |

## Technische Daten

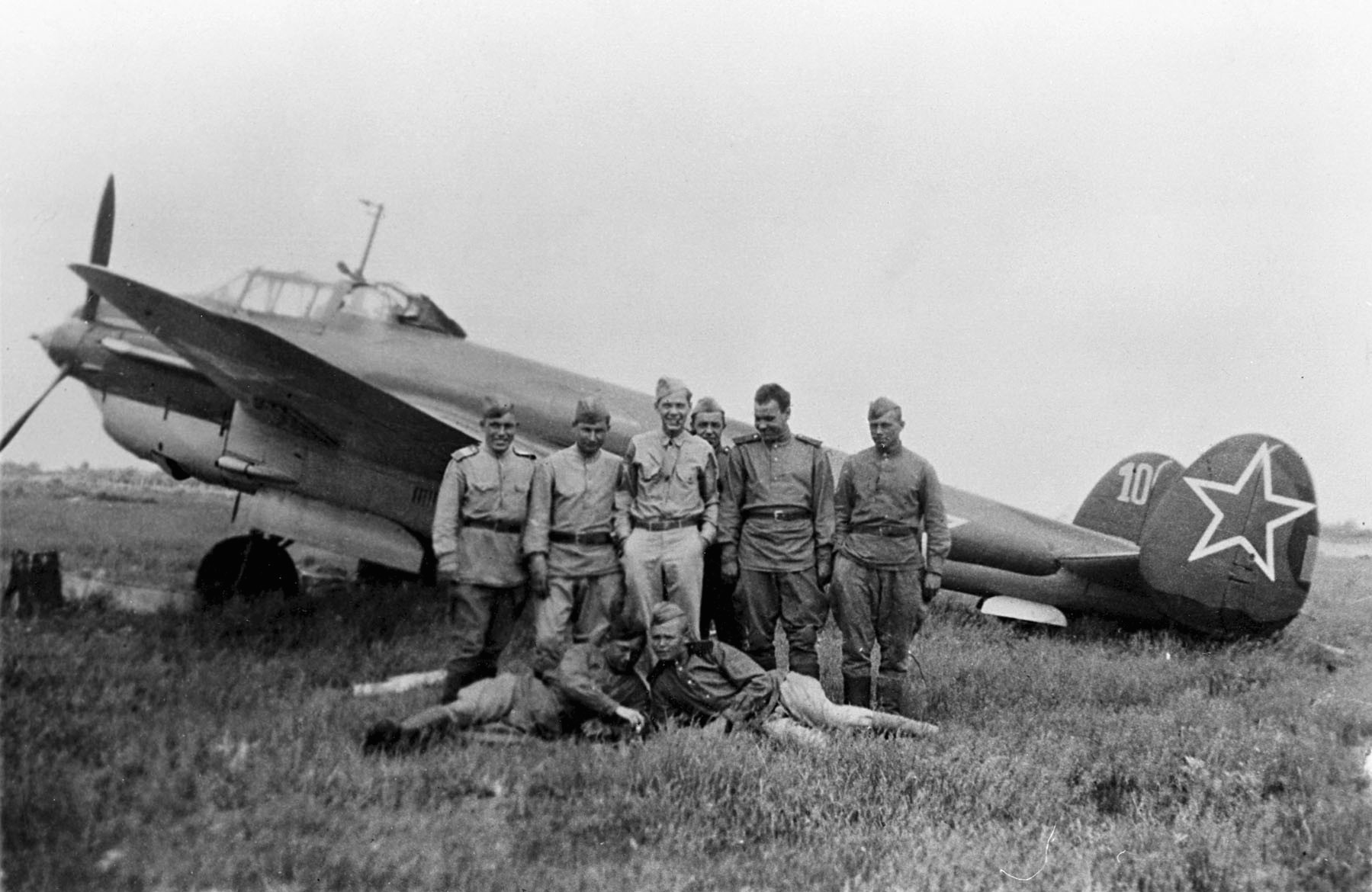
Pe-2 im Juni 1944

Dreiseitenriss der Pe-2M-82

| Kenngröße                            | Pe-2                                                                          | Pe-2FT                                                                        |
| ------------------------------------ | ----------------------------------------------------------------------------- | ----------------------------------------------------------------------------- |
| Besatzung                            | 3                                                                             | 3                                                                             |
| Spannweite                           | 17,16 m                                                                       | 17,16 m                                                                       |
| Länge                                | 12,66 m                                                                       | 12,45 m                                                                       |
| Höhe                                 | 4,00 m                                                                        | 4,00 m                                                                        |
| Flügelfläche                         | 40,50 m²                                                                      | 40,50 m²                                                                      |
| Flügelstreckung                      | 7,3                                                                           | 7,3                                                                           |
| Leermasse                            | 5870 kg                                                                       | 5950 kg                                                                       |
| max. Startmasse                      | 7680 kg                                                                       | 7700 kg                                                                       |
| Antrieb                              | zwei Zwölfzylinder-V-Motoren Klimow M-105 mit Dreiblatt-Verstellluftschrauben | zwei Zwölfzylinder-V-Motoren Klimow M-105 mit Dreiblatt-Verstellluftschrauben |
| Typ / Startleistung                  | M-105R mit je 1.110 PS (816 kW)                                               | WK-105PF mit je 1.210 PS (890 kW)                                             |
| Höchstgeschwindigkeit in 5000 m Höhe | 540 km/h                                                                      | 581 km/h                                                                      |
| Marschgeschwindigkeit in 5000 m Höhe | 428 km/h                                                                      | 480 km/h                                                                      |
| Dienstgipfelhöhe                     | 8800 m                                                                        | 9000 m                                                                        |
| Reichweite                           | 1770 km                                                                       |                                                                               |
| Bewaffnung                           | drei 7,62-mm-MG SchKAS                                                        | drei 12,7-mm-MG UBS bzw. UBT                                                  |
| Abwurfmunition                       | 600 bis 1000 kg Bomben                                                        | 600 bis 1000 kg Bomben                                                        |